# Konrad Plautz
Konrad Plautz (* 16. Oktober 1964 in Navis) ist ein ehemaliger Fußballschiedsrichter, ehemaliger österreichischer Politiker und ständiger Diakon.

## Laufbahn
Plautz wurde 1964 in Navis geboren und war hauptberuflich bis Juli 2008 als Qualitätstechniker im Gerätewerk Matrei tätig. Bereits im Alter von 16 Jahren leitete er Fußballspiele der „Wilden Liga“ im Tiroler Wipptal, ehe er 1984 die Schiedsrichterprüfung in Innsbruck ablegte. Seit 1991 ist er als Schiedsrichter in der österreichischen Bundesliga im Einsatz, seine Berufung zum FIFA Referee erfolgte 1996. Mit über 200 Bundesligaeinsätzen zählt er zu den erfahrensten Schiedsrichtern Österreichs. 2009 beendete er seine Schiedsrichterkarriere aufgrund der von der FIFA vorgegebenen Altersbeschränkung.

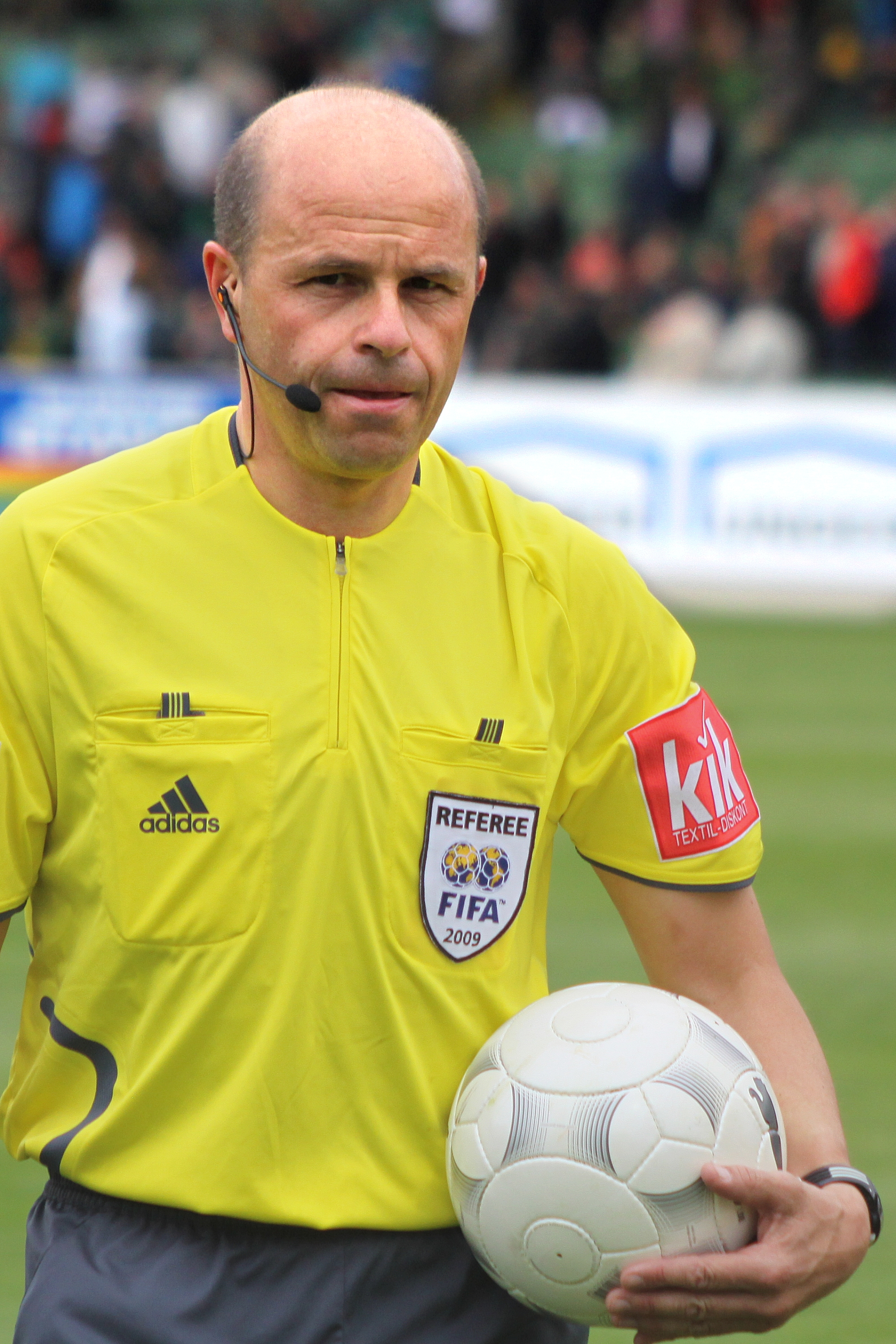
Konrad Plautz zählte zu den Aushängeschildern des österreichischen Schiedsrichterwesens

Im Tiroler Fußballverband war er neben Armin Eder, Thomas Einwaller, Roland Heim, Andreas Heiß und Andreas Staudinger Mitglied und Leiter des Bundesligakaders.
Zum Auftakt seiner internationalen Laufbahn war Plautz 1996 bei der U16-Europameisterschaft im eigenen Land dabei und dort unter anderem als Schiedsrichter der Finalbegegnung zwischen Frankreich und Portugal im Einsatz. Sein erstes Spiel in der UEFA Champions League hatte er 1998 mit dem Spiel KRC Genk gegen RCD Mallorca. Seit dem Jahr 2000 zählt er zu den UEFA Elite Referees, seitdem leitet der begeisterte Hobby-Schauspieler regelmäßig Spiele in der Europäischen Königsklasse, darunter das Halbfinale 2006 zwischen dem FC Arsenal und dem FC Villarreal.
2001 wurde Plautz nach dem 2:0-Meisterschaftssieg von Austria Wien über den FC Kärnten vom damaligen Kärnten-Präsidenten und Kärntner Landeshauptmann Jörg Haider (BZÖ) im Rahmen einer politischen Rede, heftigst attackiert. Die damalige freiheitliche Sportministerin Susanne Riess-Passer forderte Haider auf „diese Ganoven von Schiedsrichtern, die offenbar käuflich sind, nur weil Herr Stronach mit seiner Austria unbedingt gewinnen muss, zu überprüfen“. Im Anschluss an diese Rede erhielt Plautz Morddrohungen, Haider brachte diese Aussage eine Klage vor dem Ethikkomitee der österreichischen Bundesliga ein. Er wurde zu einer Geldstrafe von 200.000 Schilling (~14.500 Euro) verurteilt. Zudem befasste sich der österreichische Nationalrat mit der Causa.
2005 erntete Konrad Plautz für die Spielleitung des Wiener Derbys FK Austria Wien gegen SK Rapid Wien allgemeines Lob und Anerkennung, als er das aufgrund vergangener Spiele extrem emotionale und von den Fans immer wieder kurz an den Abbruch geführte Spiel in geordnete Bahnen lenken konnte.
Am 31. August 2007 leitete Plautz den UEFA Super Cup zwischen dem AC Mailand und dem FC Sevilla, welcher 3:1 für die Mailänder endete.
Am 6. Dezember 2009 beendete Plautz mit dem Spiel SV Ried gegen FK Austria Wien (0:2) aus Altersgründen seine aktive Laufbahn als Schiedsrichter.

## Fußball-Europameisterschaft 2008
Am 19. Dezember 2007 erreichte Konrad Plautz sein größtes Ziel. Die UEFA-Schiedsrichterkommission nominierte ihn als Spielleiter der EM 2008. Mit ihm nominiert wurden seine Assistenten Egon Bereuter und Markus Mayr.

### Einsätze
| Dienstag, 10. Juni 2008, 18:00 Uhr, in Innsbruck, Gruppe D |   |          |           |
| Spanien                                                    | — | Russland | 4:1 (2:0) |
| Sonntag, 15. Juni 2008, 20:45 Uhr, in Basel, Gruppe A      |   |          |           |
| Schweiz                                                    | — | Portugal | 2:0 (0:0) |

## Politik
Als Quereinsteiger in die Politik hat Konrad Plautz auf Vorschlag des damaligen Tiroler Landeshauptmanns Herwig van Staa die Landesliste der Tiroler Volkspartei für die am 8. Juni durchgeführte Landtagswahl hinter van Staa angeführt. Plautz wurde am 1. Juli 2008 als neuer VP-Sportsprecher im Tiroler Landtag angelobt. Van Staa bezeichnete den Überraschungskandidaten am 25. April 2008 als „Beispiel für Heimatverbundenheit und Weltoffenheit“. In einem Interview mit dem ORF Tirol über persönliche Vorlieben sorgte er jedoch im Sommer 2008 für Empörung. Er meinte, er stehe nicht so auf „Neger-Musik“, sondern mehr auf Schlager und volkstümliche Musik. Später erklärte er, er habe damit „lediglich die laute Techno-Musik, Tschinn-Bumm-Musik“ gemeint. Plautz wirkte auch beim Kurzfilm „Zeig Diskriminierung die rote Karte“ mit, welcher von Jugendlichen mit Migrationshintergrund im Rahmen der EURO 08 für die Public Viewing-Plätze produziert worden war.

## Leidenschaft Theater
Neben der Schiedsrichterei und dem Laufsport hat Plautz eine weitere große Leidenschaft: Das Theater. Der passionierte Laiendarsteller leitet seit Jahren die Heimatbühne Navis im Tiroler Wipptal.

## Auszeichnungen
Plautz wurde wegen seiner herausragenden sportlichen Leistungen 2004 und 2006 mit dem Bruno ausgezeichnet. Der Bruno ist ein von der Vereinigung der Fußballer (VdF) verliehener, bedeutender österreichischen Fußballpreis, der nach Bruno Pezzey benannt wurde.
Seitens des Österreichischen Fußball-Bundes (ÖFB) wurde Plautz mit dem österreichischen Schiedsrichter-Abzeichen in Gold bedacht.
Darüber hinaus ist Plautz Ehrenbürger seiner Heimatgemeinde Navis und Träger des Sport-Ehrenzeichens des Landes Tirol.

## Kirchliches Engagement
Konrad Plautz hatte viele Jahre die Befugnis römisch-katholische Wortgottesdienste zu leiten. Am 2. September 2023 wurde er von Bischof Hermann Glettler zum ständigen Diakon der Diözese Innsbruck geweiht.